# Cráneo de Hofmeyr
El Cráneo de Hofmeyr, o Hofmeyr 1, es un cráneo fósil de Homo sapiens con una antigüedad estimada de 36 600 ± 3300 años. Fue encontrado en un yacimiento cercano a la ciudad sudafricana de Hofmeyr por un equipo liderado por Frederick E. Grine en 1952.
La primera descripción la realizaron Grine et al. en 2007.
El cráneo de Hofmeyr conserva rasgos arcaicos como el arco superciliar, consistente con la expansión africana a Eurasia. Este fósil ha sufrido daños y pérdidas de material desde su descubrimiento.